# Дженкинс, Томас (антиквар)
Томас Дженкинс (англ. Thomas Jenkins, 21 декабря 1722, Сидбери, Ист-Девон — 15 мая 1798, Ярмут, о. Уайт) — британский антиквар, коллекционер произведений античного искусства, живописец.
Томас Дженкинс родился в Сидбери (Sidbury), графство Девон (юго-западная Англия). Учился живописи у Томаса Хадсона в Лондоне. В 1750 году отправился в Италию, в Рим вместе с пейзажистом Ричардом Уилсоном и остался там на многие годы. Он служил чичероне (проводником), ссужал деньги приезжавшим в Италию англичанам, торговал предметами старины, занимался живописью. Однако, хорошо знакомый с бедствующими художниками в Риме, Дженкинс посчитал, что мог бы лучше зарабатывать на жизнь как гид и торговец, чем как художник; и со временем он стал авторитетным знатоком и антикваром для британских джентльменов.
Дженкинс сотрудничал со скульпторами-реставраторами, такими как знаменитый Бартоломео Кавачеппи. Среди предметов старины, которые прошли через руки Дженкинса и над которыми работали реставраторы, была, к примеру, одна из реплик скульптуры «Дискобол», обнаруженная на вилле Адриана в Тиволи, которую Дженкинс продал Чарльзу Таунли (сейчас находится в Британском музее в Лондоне). Дженкинс также отправлял в Лондон для продажи произведения живописи итальянских и французских художников.
Дженкинс помогал формировать коллекции Уильяму Петти, лорду Шелбёрну и лорду Лэнсдауну, Генри Бланделлу, открыл «Венеру Дженкинса», более известную по названию «Венера Барберини» из Палаццо Барберини в Риме (статуя по типу Афродиты Книдской Праксителя). До 1765 года Венера Дженкинса находилась в Палаццо Барберини (продана в 2012 году на аукционе Christie’s в Лондоне.
В 1770 году по распоряжению Папы Климента XIV Дженкинс и живописец Гэвин Гамильтон стали распорядителями коллекции древностей семейства Маттеи. Это была одна из самых знаменитых частных коллекций в Риме. Папа Климент сделал первый отбор для своего музея Пио-Клементино в Ватикане, а Дженкинс и Гамильтон выступили в качестве агентов дона Джузеппе Маттеи для дальнейшей распродажи. К тому времени, когда были выпущены три тома каталога «Памятники Маттеи» (Monumenta Mattheiana, 1776—1779), большая часть «мраморов Маттеи», некоторые из которых были куплены напрямую Дженкинсом, уже находилась за пределами Италии.
В 1785 году во время раскопок на винограднике поместья Барберини на берегу озера Альбано около современного города Кастель-Гандольфо близ Рима (территория бывшей виллы императора Домициана) Дженкинс обнаружил обломки торса и других частей колоссальной мраморной статуи Юпитера (Дженкинс специально выкупил эту территорию, намереваясь в дальнейшем успешно продавать и другие находки). Он сообщил об этом событии в письме Чарльзу Таунли. В 1798 году находка перешла к скульптору-реставратору Карло Альбачини и архитектору Джузеппе Валадье. В начале 1800-х годов они совместно с Винченцо Пачетти и Франческо Францони приняли решение о реставрации скульптуры с целью её последующей продажи. Голова статуи была воссоздана по образцу ватиканского бюста Зевса Отриколийского. Статую купил известный итальянский коллекционер маркиз Джан Пьетро Кампана. После распродажи коллекции Кампана статуя Юпитера оказалась в петербургском Эрмитаже.
Дженкинс покупал не только античные произведения. В 1786 году он приобрел скульптуру Джан Лоренцо Бернини «Нептун и Главк» из садов Виллы Монтальто. Теперь это произведение, единственная скульптура Бернини в Великобритании, хранится в Музее Виктории и Альберта в Лондоне.
Дженкинс жил в палаццо на Виа дель Корсо, в самом сердце Рима, в районе, наиболее посещаемом иностранцами, между площадью Испании с её Английским кафе, и Пьяцца-дель-Пополо. В его дом, как и в мастерскую Б. Кавачеппи на Виа дель Бабуино между площадью Испании и Пьяцца-дель-Пополо, стремились попасть многие путешественники и богатые коллекционеры. Существенным для образа жизни Дженкинса было то, что он был известен всем: владельцам продаваемых предметов старины, римским и иностранным живописцам и скульпторам, знаменитым антикварам, таким как кардинал Алессандро Альбани, писателям, таким как Иоганн Иоахим Винкельман.
С 1750-х годов Дженкинс был тесно связан с Дж. Б. Пиранези, который посвятил ему надпись на фронтисписе альбома своих гравюр «Коллекция некоторых рисунков Гверчино» (Raccolta di alcuni disegni del Guercino, 1764). В 1757 году Дженкинс был избран почётным членом Лондонского общества антикваров, в том же году был избран Пиранези, и они вместе в январе 1761 года стали членами Академии Святого Луки. В академию требовался официальный портрет, который за Дженкинса написал А. фон Марон. Дженкинс вёл постоянную переписку с Обществом антикваров и периодически отправлял им свои зарисовки недавно обнаруженных древностей. Серия этих рисунков была опубликована в 1965 году.
 
Дженкинс действовал также в качестве неофициального осведомителя британского правительства, следя за высказываниями посетителей с якобитскими симпатиями в резиденциях римских аристократов. Это, наряду с прочим, создало ему сомнительную репутацию. Так Джеймс Адам, брат архитектора Роберта Адама, прослышав о Дженкинсе во Флоренции, ещё до того, как он добрался до Рима, писал: «У нас есть ещё один превосходный соотечественник в Риме, который играет там свои карты… его зовут Дженкинс. Прошлой зимой он продал не менее 5000 фунтов стерлингов картин и около того англичанам, о которых, как убеждён каждый, хоть немного знакомый, он положил 4000 фунтов стерлингов в свой карман». Эндрю Ламсден сообщал своему брату, что Дженкинс «давно известен своими злодеяниями. Однако из-за непревзойденной наглости, присоединенной к почётной должности шпиона, его рекомендуют многие английские путешественники».
В 1792 году Дженкинс купил поместье Сидмут недалеко от места своего рождения и построил «Террасу замка в поле» (Fortfield Terrace). Позднее поместье перешло к внучатому племяннику Дженкинса, также по имени Томас Дженкинс.
Дженкинс Томас Старший покинул Рим по прибытии французских войск в декабре 1797 года, оставив свои ценные коллекции, и прибыл в Англию, где умер, как только высадился в Ярмуте.